# Reyer Venezia Mestre 2011-2012
Questa voce raccoglie le informazioni riguardanti la Reyer Venezia Mestre nelle competizioni ufficiali della stagione 2011-2012.

## Stagione
La stagione 2011-2012 della Reyer Venezia Mestre, sponsorizzata Umana, è stata la 42ª in Serie A.
Per la composizione del roster si decise di optare per la formula con 5 giocatori stranieri di cui massimo 3 non appartenenti a Paesi appartenenti alla FIBA Europe.
La società è stata ammessa al campionato il 24 settembre 2011, senza essere sostituita in Legadue, grazie al ricorso presentato all'Alta corte di giustizia sportiva riguardo al ritardato pagamento della wild card da parte della Banca Tercas Teramo.
Per rinforzare la squadra, già pronta per il campionato di Legadue, arriva l'Ala grande polacca Szymon Szewczyk.
L'esordio in campionato avviene il 16 ottobre, alla 2ª giornata, in casa dei Campioni d'Italia della Mens Sana Siena con una sconfitta.
Chiude il girone d'andata al 7º posto a 16 punti (9 vittorie e 7 sconfitte); questo piazzamento le consente di partecipare alle Final Eight di Coppa Italia di Torino dove nei quarti viene sconfitta da Pesaro. Il 7º posto in classifica, con 34 punti (17 vittorie e 15 sconfitte), viene confermato anche al termine della stagione regolare guadagnandosi la partecipazione ai play-off.
Al primo turno dei play-off si ritrova accoppiata con Milano: in gara-1, giocata a Milano, viene sconfitta 92-63; in gara-2, giocata anche questa giocata a Milano, viene sconfitta 89-83; in gara-3, giocata in casa al PalaVerde di Treviso, viene sconfitta 80-82.

## Roster

### Staff tecnico e dirigenziale
- Allenatore: Andrea Mazzon
- Assistente: Walter De Raffaele
- Assistente: Alberto Billio
- Preparatore Atletico: Alvaro Grespan
- Medico: Stefano Varponi
- Fisioterapista: Mario Zurlandi
- Massaggiatore: Carlo Caria

- Amministratore Unico: Luigi Brugnaro
- Direttore Sportivo: Federico Casarin
- Marketing: Luca Voltolina
- Resp.le Marketing: Paolo Bettio
- Addetto Stampa: Federico Bacciolo
- Segreteria: Morris Ceron
- Addetto agli arbitri: Fabio Vianello
- Amministrazione: Luca Favaro
- Responsabile sito Internet: Federico Bacciolo
- Direttore Resp.le: Gianluca Petronio
- Dir. Accompagnatore: Matteo Vianello
- Responsabile statistiche Lega: Francesco Benedetti
- Resp.le tecnico Settore Giovanile: Francesco Benedetti

## Mercato
| Arrivi | Arrivi             | Arrivi            | Arrivi        |
| R      | Nome               | da                | Modalità      |
| ------ | ------------------ | ----------------- | ------------- |
| AG     | Szymon Szewczyk    | Scandone Avellino | definitivo    |
| C      | Tommaso Fantoni    | Junior Casale     | definitivo    |
| C      | Guido Rosselli     | Veroli Basket     | definitivo    |
| C      | Daniele Magro      | Pall. Trieste     | fine prestito |
| G      | Timmy Bowers       | Juvecaserta       | definitivo    |
| P      | Giovanni Tomassini | V.L. Pesaro       | prestito      |
| AG     | Francesco Candussi | Falconstar Monf.  | prestito      |

| Partenze | Partenze                 | Partenze         | Partenze       |
| R        | Nome                     | a                | Modalità       |
| -------- | ------------------------ | ---------------- | -------------- |
| P        | Raimonds Gabrāns         | Apollon Limassol | fine contratto |
| C        | Christian Di Giuliomaria | Scaligera Verona | fine contratto |
| GA       | Lance Harris             | Polit.-Halychyna | fine contratto |
| C        | Luca Lechthaler          | Mens Sana Siena  | fine prestito  |
| GA       | Matteo Maestrello        | N.B. Brindisi    | fine contratto |
| G        | Marco Ceron              | Recanati         | prestito       |

## Risultati

### Serie A

#### Regular season

##### Girone di andata
| Arbitri: | Filippini (San Lazzaro di Savena) Caiazza (Arzano) Aronne (Viterbo) |

|                                        |            |                           |
| Zīsīs 16 Andersen 16 McCalebb 13       | Punti      | 23 Clark 19 Slay 10 Bryan |
| Kaukėnas, McCalebb, Stonerook, Zīsīs 2 | Assist     | 5 Clark                   |
| Stonerook 7                            | Rimbalzi   | 5 Bryan, Young,           |
| Simone Pianigiani                      | Allenatori | Andrea Mazzon             |

| Arbitri: | Cerebuch (Trieste) Lanzarini (Bologna) Bettini (Bologna) |

|                                       |            |                              |
| Bowers 20 Szewczyk 16 Clark, Young 14 | Punti      | 19 Basile 12 Micov 12 Šćekić |
| Clark 3                               | Assist     | 4 Micov                      |
| Szewczyk 10                           | Rimbalzi   | 7 Šćekić                     |
| Andrea Mazzon                         | Allenatori | Andrea Trinchieri            |

| Arbitri: | Facchini (Massa Lombarda) Begnis (Crema) Biggi (Cavenago di Brianza) |

|                                      |            |                                          |
| Szewczyk 22 Slay 11 Clark, Fantoni 9 | Punti      | 14 Zoroski 12 Brunner 8 Di Bella, Ivanov |
| Clark 5                              | Assist     | 5 Brunner                                |
| Szewczyk 11                          | Rimbalzi   | 8 Ivanov                                 |
| Andrea Mazzon                        | Allenatori | Sharon Drucker                           |

| Arbitri: | Pozzana (Udine) Quacci (Albuzzano) Vicino (Argelato) |

|                              |            |                             |
| Hackett 19 White 13 Jones 11 | Punti      | 17 Clark 15 Bowers 13 Young |
| Hackett, White 2             | Assist     | 3 Slay                      |
| Jones 11                     | Rimbalzi   | 7 Bowers, Bryan, Fantoni    |
| Luca Dalmonte                | Allenatori | Andrea Mazzon               |

| Arbitri: | Sahin (Messina) Lo Guzzo (Pisa) Barni (Conegliano) |

|                               |            |                                       |
| Slay 17 Szewczyk 11 Bowers 11 | Punti      | 20 Brown 13 Fultz 11 Amoroso, Cerella |
| Bowers, Clark, Szewczyk 4     | Assist     | 5 Brown                               |
| Fantoni, Slay 6               | Rimbalzi   | 7 Amoroso                             |
| Andrea Mazzon                 | Allenatori | Alessandro Ramagli                    |

| Arbitri: | Lamonica (Roseto degli Abruzzi) Duranti (Càscina) Biggi (Cavenago di Brianza) |

|                                           |            |                               |
| Pullen 30 Dragićević 16 Coleman, Jurak 14 | Punti      | 23 Young 14 Clark 13 Szewczyk |
| Pullen 7                                  | Assist     | 4 Clark                       |
| Dragićević 11                             | Rimbalzi   | 13 Szewczyk                   |
| Massimo Cancellieri                       | Allenatori | Andrea Mazzon                 |

| Arbitri: | Paternicò (Piazza Armerina) Sardella (Rimini) Provini (Campoformido) |

|                                  |            |                             |
| Hurtt 18 Stipčević 14 Diawara 13 | Punti      | 22 Young 11 Clark 10 Bowers |
| Diawara, Stipčević 4             | Assist     | 2 Rosselli                  |
| Diawar, Kangur 8                 | Rimbalzi   | 8 Slay                      |
| Charlie Recalcati                | Allenatori | Andrea Mazzon               |

| Arbitri: | Begnis (Crema) Pozzana (Udine) Aronne (Viterbo) |

|                             |            |                                 |
| Bowers 14 Clark 13 Young 13 | Punti      | 27 Janning 21 Shakur 11 Chiotti |
| Bowers 6                    | Assist     | 4 Gentile                       |
| Bowers 9                    | Rimbalzi   | 8 Chiotti                       |
| Andrea Mazzon               | Allenatori | Marco Crespi                    |

| Arbitri: | Taurino (Vignola) Chiari (Ponzano Veneto) Provini (Campoformido) |

|                                 |            |                                       |
| Bowers 18 Szewczyk 10 Fantoni 9 | Punti      | 22 Fōtsīs 11 Mpourousīs 10 Mancinelli |
| Bowers, Rosselli 3              | Assist     | 8 Cook                                |
| Bowers 6                        | Rimbalzi   | 9 Mpourousīs                          |
| Andrea Mazzon                   | Allenatori | Sergio Scariolo                       |

| Arbitri: | Sahin (Messina) Duranti (Càscina) Bettini (Bologna) |

|                                 |            |                            |
| Poeta 17 Gigli 16 Sanik'idze 16 | Punti      | 22 Slay 20 Clark 20 Bowers |
| Poeta 6                         | Assist     | 7 Clark                    |
| Gigli 6                         | Rimbalzi   | 7 Slay                     |
| Alessandro Finelli              | Allenatori | Andrea Mazzon              |

| Arbitri: | Paternicò (Piazza Armerina) Lanzarini (Bologna) Ramilli (Forlì) |

|                             |            |                                 |
| Young 19 Clark 17 Slay 13   | Punti      | 20 Cinciarini 14 Tušek 12 Milič |
| Rosselli, Szewczyk, Young 3 | Assist     | 3 Roderick, Tabu                |
| Szewczyk 9                  | Rimbalzi   | 8 Milič                         |
| Andrea Mazzon               | Allenatori | Attilio Caja                    |

| Arbitri: | Tola (Viterbo) Weidmann (Campobasso) Capurro (Reggio Calabria) |

|                                   |            |                              |
| Kakiouzīs 23 Đedović 17 Tucker 15 | Punti      | 19 Slay 19 Szewczyk 15 Young |
| Gordić 7                          | Assist     | 4 Slay                       |
| Kakiouzīs 11                      | Rimbalzi   | 8 Szewczyk                   |
| Lino Lardo                        | Allenatori | Andrea Mazzon                |

| Arbitri: | Sabetta (Termoli) Seghetti (Livorno) Biggi (Cavenago di Brianza) |

|                           |            |                                    |
| Clark 17 Slay 17 Young 16 | Punti      | 19 Doornekamp 17 Smith 12 Fletcher |
| Slay 3                    | Assist     | 10 Collins                         |
| Szewczyk 4                | Rimbalzi   | 7 Doornekamp                       |
| Andrea Mazzon             | Allenatori | Stefano Sacripanti                 |

| Arbitri: | Pozzana (Udine) Lo Guzzo (Pisa) Aronne (Viterbo) |

|                                    |            |                             |
| Bulleri 18 Thomas 16 Moldoveanu 11 | Punti      | 13 Slay 10 Szewczyk 9 Clark |
| Bečirovič 3                        | Assist     | 3 Clark                     |
| Bulleri 8                          | Rimbalzi   | 8 Szewczyk                  |
| Aleksandar Đorđević                | Allenatori | Andrea Mazzon               |

| Arbitri: | Cerebuch (Trieste) Vicino (Argelato) Gori (Carmignano di Brenta) |

|                               |            |                                  |
| Szewczyk 21 Young 17 Clark 13 | Punti      | 18 Hosley 13 T. Diener 12 Easley |
| Clark, Szewczyk, Young 4      | Assist     | 5 T. Diener                      |
| Slay, Szewczyk 8              | Rimbalzi   | 11 Easley                        |
| Andrea Mazzon                 | Allenatori | Meo Sacchetti                    |

| Arbitri: | Facchini (Massa Lombarda) Weidmann (Campobasso) Bettini (Bologna) |

|                               |            |                             |
| Golemac 22 Johnson 18 Dean 18 | Punti      | 20 Young 10 Slay 6 Szewczyk |
| Green 13                      | Assist     | 3 Meini                     |
| Johnson 9                     | Rimbalzi   | 5 Slay                      |
| Francesco Vitucci             | Allenatori | Andrea Mazzon               |

##### Girone di ritorno
| Arbitri: | Sahin (Messina) Sabetta (Termoli) Caiazza (Arzano) |

|                                        |            |                                |
| Szewczyk 17 Fantoni 11 Meini, Bowers 7 | Punti      | 18 Andersen 13 McCalebb 6 Moss |
| Bowers 4                               | Assist     | 4 McCalebb                     |
| Szewczyk 7                             | Rimbalzi   | 9 Andersen                     |
| Andrea Mazzon                          | Allenatori | Simone Pianigiani              |

| Arbitri: | Mattioli (Pesaro) Seghetti (Livorno) Vicino (Argelato) |

|                                         |            |                                |
| Mark'oishvili 22 Micov 12 Shermadini 10 | Punti      | 33 Clark 12 Bowers 11 Rosselli |
| Micov 5                                 | Assist     | 3 Bowers, Rosselli, Young      |
| Micov 7                                 | Rimbalzi   | 8 Fantoni                      |
| Andrea Trinchieri                       | Allenatori | Andrea Mazzon                  |

| Arbitri: | Cicoria (Milano) Begnis (Crema) Martolini (Roma) |

|                              |            |                                |
| Karl 19 Zoroski 17 Ivanov 15 | Punti      | 31 Clark 17 Szewczyk 17 Bowers |
| Di Bella 5                   | Assist     | 3 Clark, Slay                  |
| Ivanov 9                     | Rimbalzi   | 8 Bryan, Slay                  |
| Giorgio Valli                | Allenatori | Andrea Mazzon                  |

| Arbitri: | Sabetta (Termoli) Taurino (Vignola) Terreni (Vicenza) |

|                               |            |                              |
| Clark 25 Szewczyk 13 Young 10 | Punti      | 20 White 15 Lydeka 9 Hackett |
| Bowers, Young 4               | Assist     | 4 Hackett, Jones             |
| Magro 10                      | Rimbalzi   | 4 Cusin, Jones, Lydeka       |
| Andrea Mazzon                 | Allenatori | Luca Dalmonte                |

| Arbitri: | Begnis (Crema) Sardella (Rimini) Capurro (Reggio Calabria) |

|                                    |            |                               |
| B. Brown 15 Cerella 15 Polonara 13 | Punti      | 18 Young 16 Clark 12 Szewczyk |
| D. Brown 4                         | Assist     | 4 Bowers                      |
| B. Brown 9                         | Rimbalzi   | 7 Bryan, Slay                 |
| Alessandro Ramagli                 | Allenatori | Andrea Mazzon                 |

| Arbitri: | Sahin (Messina) Lanzarini (Bologna) Filippini (San Lazzaro di Savena) |

|                            |            |                                     |
| Slay 18 Clark 16 Bowers 14 | Punti      | 25 Pullen 15 Miralles 15 Dragićević |
| Bowers, Clark, Young 5     | Assist     | 7 Pullen                            |
| Bryan, Slay 5              | Rimbalzi   | 7 Miralles                          |
| Andrea Mazzon              | Allenatori | Massimo Cancellieri                 |

| Arbitri: | Paternicò (Piazza Armerina) Weidmann (Campobasso) Vicino (Argelato) |

|                               |            |                                 |
| Szewczyk 20 Clark 15 Young 12 | Punti      | 15 Kangur 13 Rannikko 8 Diawara |
| Clark 3                       | Assist     | 7 Rannikko                      |
| Bowers, Bryan, Clark, Young 5 | Rimbalzi   | 7 Kangur                        |
| Andrea Mazzon                 | Allenatori | Charlie Recalcati               |

| Arbitri: | Sabetta (Termoli) Quacci (Albuzzano) Aronne (Viterbo) |

|                               |            |                                |
| Stević 15 Shakur 15 Temple 10 | Punti      | 22 Clark 17 Bowers 14 Szewczyk |
| Gentile 6                     | Assist     | 3 Clark, Fantoni, Young        |
| Chiotti 5                     | Rimbalzi   | 9 Szewczyk                     |
| Andrea Valentini              | Allenatori | Andrea Mazzon                  |

| Arbitri: | Pozzana (Udine) Giansanti (Roma) Provini (Campoformido) |

|                                     |            |                              |
| Mpourousīs 27 Mancinelli 12 Cook 10 | Punti      | 17 Szewczyk 14 Slay 14 Young |
| Mancinelli 5                        | Assist     | 4 Bowers, Slay               |
| Mpourousīs 12                       | Rimbalzi   | 5 Szewczyk                   |
| Sergio Scariolo                     | Allenatori | Andrea Mazzon                |

| Arbitri: | Paternicò (Piazza Armerina) Lo Guzzo (Pisa) Terreni (Vicenza) |

|                                |            |                                       |
| Szewczyk 13 Young 12 Bowers 12 | Punti      | 21 Douglas-Roberts 17 Koponen 9 Gigli |
| Clark 5                        | Assist     | 4 Vitali                              |
| Bowers 9                       | Rimbalzi   | 13 Sanik'idze                         |
| Andrea Mazzon                  | Allenatori | Alessandro Finelli                    |

| Arbitri: | Sahin (Messina) Filippini (San Lazzaro di Savena) Lanzarini (Bologna) |

|                          |            |                               |
| Rich 24 Milič 17 Tabu 16 | Punti      | 27 Szewczyk 25 Slay 10 Bowers |
| Milič 4                  | Assist     | 4 Meini                       |
| Lighty, Tabu, Tušek 5    | Rimbalzi   | 7 Szewczyk                    |
| Attilio Caja             | Allenatori | Andrea Mazzon                 |

| Arbitri: | Cicoria (Milano) Duranti (Càscina) Caiazza (Arzano) |

|                             |            |                                |
| Young 23 Clark 20 Bowers 13 | Punti      | 22 Datome 16 Tucker 13 Varnado |
| Clark 6                     | Assist     | 6 Gordić                       |
| Young 9                     | Rimbalzi   | 10 Varnado                     |
| Andrea Mazzon               | Allenatori | Marco Calvani                  |

| Arbitri: | Sabetta (Termoli) Lo Guzzo (Pisa) Provini (Campoformido) |

|                                   |            |                                         |
| Smith 21 Stipanović 20 Maresca 15 | Punti      | 15 Rosselli 14 Szewczyk 12 Clark, Young |
| A. Collins 4                      | Assist     | 3 Szewczyk, Young                       |
| Stipanović 11                     | Rimbalzi   | 5 Bowers                                |
| Stefano Sacripanti                | Allenatori | Andrea Mazzon                           |

| Arbitri: | Sahin (Messina) Giansanti (Roma) Quacci (Albuzzano) |

|                                |            |                                             |
| Clark 13 Bowers 12 Szewczyk 10 | Punti      | 16 Bulleri 13 Goree 12 Moldoveanu, Viggiano |
| Bowers, Clark 3                | Assist     | 9 Mekel                                     |
| Bowers 8                       | Rimbalzi   | 9 Ortner                                    |
| Andrea Mazzon                  | Allenatori | Aleksandar Đorđević                         |

| Arbitri: | Taurino (Vignola) Duranti (Càscina) Lanzarini (Bologna) |

|                                          |            |                              |
| T. Diener 16 Plisnić16 Hosley, Easley 14 | Punti      | 25 Szewczyk 14 Clark 13 Slay |
| T. Diener 8                              | Assist     | 6 Clark                      |
| Easley 12                                | Rimbalzi   | 8 Szewczyk                   |
| Meo Sacchetti                            | Allenatori | Andrea Mazzon                |

| Arbitri: | Lamonica (Roseto degli Abruzzi) Seghetti (Livorno) Terreni (Vicenza) |

|                                      |            |                             |
| Bowers 20 Young 15 Clark, Fantoni 14 | Punti      | 32 Green 20 Slay 20 Johnson |
| Clark, Meini 4                       | Assist     | 10 Green                    |
| Szewczyk 7                           | Rimbalzi   | 9 Johnson, Slay             |
| Andrea Mazzon                        | Allenatori | Francesco Vitucci           |

#### Play-off
I Quarti di finale si sono giocati al meglio delle 5 partite. La squadra con il miglior piazzamento in classifica al termine della stagione regolare gioca in casa gara-1, gara-2 e l'eventuale gara-5.
|   | Quarti di finale | G1 | G2 | G3 |
| - | ---------------- | -- | -- | -- |
| 2 | Olimpia Milano   | 92 | 89 | 82 |
| 7 | Reyer Venezia    | 63 | 83 | 80 |

##### Quarti di finale
| Arbitri: | Cicoria (Milano) Lanzarini (Bologna) Vicino (Argelato) |

|                                       |            |                             |
| Radošević 18 Mancinelli 16 Gentile 15 | Punti      | 13 Rosselli 11 Slay 9 Young |
| Cook 5                                | Assist     | 2 Clark, Meini, Slay        |
| Fōtsīs 8                              | Rimbalzi   | 4 Bryan, Szewczyk           |
| Sergio Scariolo                       | Allenatori | Andrea Mazzon               |

| Arbitri: | Facchini (Massa Lombarda) Seghetti (Livorno) Filippini (San Lazzaro di Savena) |

|                                     |            |                             |
| Mpourousīs 20 Fōtsīs 19 Hairston 15 | Punti      | 21 Young 17 Clark 14 Bowers |
| Cook 5                              | Assist     | 5 Bowers                    |
| Fōtsīs 12                           | Rimbalzi   | 5 Slay                      |
| Sergio Scariolo                     | Allenatori | Andrea Mazzon               |

| Arbitri: | Lamonica (Roseto degli Abruzzi) Lo Guzzo (Pisa) Bettini (Termoli) |

|                              |            |                                   |
| Clark 20 Slay 15 Rosselli 13 | Punti      | 20 Hairston 12 Mancinelli 12 Cook |
| Clark 6                      | Assist     | 6 Cook                            |
| Rosselli 8                   | Rimbalzi   | 7 Mpourousīs                      |
| Andrea Mazzon                | Allenatori | Sergio Scariolo                   |

### Coppa Italia
Grazie al settimo posto in classifica ottenuto al termine del girone d'andata la Reyer ha ottenuto il diritto a partecipare alle Final Eight di Coppa Italia che si è tenuta dal 16 al 19 febbraio al Palaolimpico di Torino e che ha visto la vittoria, per la quarta volta consecutiva, della Mens Sana Siena.
|   | Squadra       | Risultato |
| - | ------------- | --------- |
| 2 | V.L. Pesaro   | 90        |
| 7 | Reyer Venezia | 70        |

| Arbitri: | Cicoria (Milano) Filippini (San Lazzaro di Savena) Vicino (Argelato) |

| |            | |
| White 17 Hickman 15 Jones 14 | Punti      | 17 Szewczyk 15 Bowers 14 Young                                                                                                   |
| Hickman, White 6 | Assist     | 4 Clark |
| Jones 8 | Rimbalzi   | 8 Szewczyk |
| 4 White· 7 Hickman· 15 Hackett· 16 Lydeka· 33 Jones 5 Cavaliero· 9 Alibegovic· 11 Cercolani· 12 Cusin· 13 Tortù· 14 Flamini· 23 Urbutis | Formazioni | 5 Clark· 10 Szewczyk· 13 Young· 16 Rosselli· 18 Magro 6 Allegretti· 7 Causin· 8 Tomassini· 9 Slay· 11 Meini· 15 Bowers· 15 Bryan |
| Luca Dalmonte | Allenatori | Andrea Mazzon |